# Afognak
L'île Afognak est une des îles de l'archipel Kodiak, archipel côtier sur la côte sud de l'Alaska. Elle se situe â 5 km au nord de l'île principale de Kodiak. Sa superficie est de 1 812 km2, faisant de l'île la 18e plus grande île des États-Unis. Son point culminant est à 776 mètres.
Les forêts denses sont peuplées d'ours bruns, d'élans et de biches, et, l'île est fréquentée pour la pêche et la chasse.

## Histoire
Le recensement de 1890 rendit compte de l'existence de nombreux habitats le long de la côte à côté du village d'Ag’waneq (aussi appelé Afognak), incluant le village de Rutkovsky, habité par un groupe de retraités de la Compagnie russe d'Amérique.
Ag’waneq fut abandonné après le tremblement de terre de 1964 qui dévasta l'île. Les descendants des anciens habitants de l'île sont officiellement reconnus au village de Afognak, mais beaucoup vivent maintenant à Port Lions ou Kodiak.
Aujourd'hui, il y a peu de maisons et de lieux de pêche sur l'île. Les transports sont assurés par un hydravion depuis Kodiak vers de nombreuses zones de l'île. En 2000, 169 personnes habitaient l'île.